# The Detonator – Brennender Stahl
The Detonator – Brennender Stahl (Originaltitel: The Detonator) ist ein US-amerikanischer Action-Thriller aus dem Jahre 2006 mit Wesley Snipes und Silvia Colloca in den Hauptrollen.

## Handlung
Sonni Griffith ist ein ehemaliger CIA-Agent, der sich zur Ruhe gesetzt hat. Die scheinbar schöne Idylle und das Dorfleben sind jedoch nicht von Dauer. Die Streitkräfte der Vereinigten Staaten brauchen für einen Top-Secret-Auftrag ihren besten Mann. Griffith soll nach Rumänien reisen und dort in Bukarest den internationalen Waffenhändler Jozef Bostanescu überführen. Doch zu genau diesem Zeitpunkt flieht dieser und Griffith landet im Gefängnis. Auf Kosten der CIA wird er wieder freigelassen und nimmt Kontakt zu Nadia Cominski auf. Jozef will Nadia um jeden Preis töten, da sie von den 30 Millionen Dollar Schwarzgeld weiß, von dem Bostanescu sich die chemische Massenvernichtungswaffe „Razor“ kaufen will. Sonni, der eine Katastrophe abwenden will, kämpft erbittert gegen Jozef. Nach einigen Gefechten zwischen ihm und dessen Schergen können Griffith und Nadia ihn bezwingen und tausende Menschen vor ihrem Ende bewahren. Sie werden am Ende ein Paar.